# شوكولاتة (أغنية)
جوكليت (بالإنجليزية: Chocolate)‏ هي أغنية للفنانة الأسترالية كايلي مينوغ، وأخذت من ألبومها التاسع بودي لانغواج (2003). وهي من تأليف وإنتاج جوني دوغلاس وكارين بول. هي أغنية تستخدم تشبيه الشوكولاته لوصف هوس مينوغ بالحب. وتحتوي على عناصر من موسيقى الديسكو والفانك وتستخدم الغناء اللاهث والهامس. وتم إصدارها بوصفها المنفردة الثالثة والأخيرة من الألبوم في 28 يونيو 2004 من قبل بارلوفون.
تراوح استقبال النقاد نحو الأغنية بين الاستحسان والتقييمات المختلطة؛ حيث أشد بعض النقاد بجاذبيتها التجارية وبغناء مينوغ، في حين انتقد البعض منهم كونها عتيقة. بلغت الأغنية المركز 14 في أستراليا. وقد حصدت النجاح في المملكة المتحدة، ووصلت المركز السادس على قوائم الأغاني في المملكة المتحدة منذ أسبوعها الأول، لتكون بذلك الأغنية السابعة والعشرين لمينوغ التي تصل للعشرة الأوائل هناك. كما دخلت العشرين الأوائل في المجر وإيطاليا.
تم إخراج فيديو كليب الأغنية من قبل دون شادفورث وتم تصويره كتكريم لمسرحيات مترو غولدوين ماير الغنائية. وتظهر مينوغ مع العديد من الراقصين في الخلفية، وهم موجودون في قاعة ويؤدون روتين الرقص الذي أخرجه مايكل روني. أدت مينوغ الأغنية على الهواء في برامج مثل ماني كانت باي وعرض التلفزيون توبس أوف ذا بوبس. أدرجت في عدد من جولات مينوغ مثل شوغيرل: غريتيست هيتس، شوغيرل: هومكامينغ.